# Giuseppe Siboni
Giuseppe Siboni (født 27. januar 1780 i Forlì, død 29. marts 1839 i København) var en dansk-italiensk syngemester, sangpædagog og operasanger (tenor). Debut i 1797 i Firenze, optrædener i Milano, Prag og London. Inviteret af prins Christian Frederik (Christian 8.) kom han i 1819 til København, hvor han slog sig ned og fik stor betydning for etableringen af højt sangligt niveau. Kongelig kammersanger i 1819. Direktør for Det Kongelige Teaters syngeskole. I 1827 oprettede han det første musikkonservatorium i København. Blandt hans elever var Johanne Luise Heiberg, H.C. Andersen og Peter Nicolaj Schram.

## Liv og gerning
Allerede i 1797 debuterede han som 17-årig i Firenze som tenorsanger og optrådte derefter i en årrække i forskellige europæiske hovedstæder, både på operascenen og i koncertsalen, med forskellige italienske opera tropper, således i Genova, Milano og Prag blandt andre byer. Den i sin tid navnkundige operakomponist Paer skrev flere af sine tenorpartier for Siboni, der af samtiden roses for omfangsrig stemme, god skole, heldigt teaterydre og dramatisk talent.
I Prag giftede han sig med Louise Veith, datter af en lokal bankmand. Han gjorde sin debut på La Scala den 26. december 1805 som Abenamet i verdenspremiere af Giuseppe Nicolini's "Abenamet e Zoraide". Han vendte tilbage der det følgende år for at synge rollen som Marco Orazio i Domenico Cimarosas "Gli Orazi e Curiazi".
Fra 1806 til 1809 sang Siboni i tre sæsoner på King's Theatre i London. Hans første kritiske succes var der som Ruggero i Ferdinando Paërs "Il Principe di Taranto" den 23. december 1806. I sæsonen 1809-10 var han igen på La Scala, hvor han havde en særlig triumf som titelhelt i verdenspremieren på Simon Mayrs "Raoul di Crequi" den 26. december 1809. Fra 1810 til 1814 var han aktiv i Wien, hvor han især præsterede Ludwig van Beethoven's "Tremate, Empi Tremate" den 27. februar 1814. Han blev meget beundret på Wien Hofoper som Licinio i Gaspare Spontinis La vestale og i flere operaer af Paer. I 1813 optrådte han som gæstekunstner i Prag.
Siboni vendte tilbage til Italien i slutningen af 1814, og den 17. januar 1815 udførte han Timagens rolle i premieren af Gaetano Andreozzi's "Il Trionfo di Alessandro Magno il Macedone" ved Teatro Argentina i Rom. Senere samme måned optrådte han på Teatro di San Carlo i Napoli som Polinesso i Simon Mayrs "Ginevra di Scozia". Han blev hørt i flere roller i Napoli i 1815-16 og 1818, herunder Seleuco i Sebastiano Nasolini's La vendetta di Nino og Andreozzi's Timagene. Fra 1815 til 1817 spillede han ofte på Teatro Comunale di Bologna. Mens han skabte rollen Classamoro i verdenspremiere af Pietro Generali's "Clato" den 26. december 1816 og portrætterede Argirios rolle i premieren til Gioachino Rossini's "Tancredi" den 29. januar 1817.

### Virke i København
Han optrådte første gang på Det kgl. Teater i 1819, i scener af Mozarts "Titus" og Spontinis "Vestalinden", og udnævntes omgående til kammersanger og direktør for teatrets syngeskole, der blev åbnet allerede samme år. Som sanglærer for den fine verden blev han stærkt søgt, og i 1825 tillodes det ham at indrette et musikkonservatorium, hvori undervisningen begyndte i 1827, efter at han året før var bleven udnævnt til professor.
Som sanger måtte han temmelig tidlig holde op med at optræde offentlig, da hans stemme tabte sig, men som fortrinlig lærer fik han megen betydning. Blandt de elever, han uddannede, var Emilie da Fonseca, Ida Henriette da Fonseca, Johanne Luise Heiberg, Jørgen Christian Hansen, Otto Johan Anton Dütsch, Christian Julius Hansen og Peter Nicolaj Schram. For øvrigt måtte han under sin virksomhed kæmpe med megen modstand, i det man beskyldte ham for at begunstige de "vælske toner", og han virkede da også en del for at bringe den i datiden forgudede Rossinis musik frem i Danmark, og der dannede sig mod "Rossinismen" et stærkt parti, nationalt og klassisk i sin tendens, med ingen ringere end C.E.F. Weyse i spidsen.
Efter Sibonis død gik konservatoriet snart ind.
Han er begravet i den katolske afdeling af Assistens Kirkegård.

## Ægteskaber og familie
Siboni var gift 3 gange. Han var far til Erik Siboni.

## Hæder
Han blev Ridder af Dannebrog i 1828.